# Село Душковци, борци пали у ратовима од 1912. до 1918. године
Списак бораца из села Душковци, Општина Пожега, погинулих и умрлих у Балканским и Првом светском рату преузет је из књиге „Пожега и околина”, објављене 1978. године.
Подаци за подручје Пожеге прикупљани су у периоду 1976–1977. године преко матичних књига умрлих, спомен-плоча, крајпуташа, као и разговора са преживелим борцима и појединим грађанима који су по сећању могли да дају податке, уз напомену да спискови могуће да нису потпуни, због временске дистанце и недостатка поузданих извора.

## Списак
1. Андрић Радован
2. Андрић Новко
3. Андрић Милорад
4. Андрић Миломир
5. Андрић Рајко
6. Андрић Раденко
7. Андрић Радомир
8. Варагић Божо
9. Варагић Драгољуб
10. Варагић Тихомир
11. Варагић Милош
12. Варагић Милан
13. Варагић Душан
14. Костић Љубомир
15. Костић Миленко
16. Костић Миљко
17. Костић Милорад
18. Крсмановић Радивоје
19. Крсмановић Милун
20. Крсмановић Рајко
21. Мандић Спасоје
22. Мандић Митар
23. Мандић Тихомир
24. Марковић Живојин
25. Марковић Вулић
26. Марковић Тривун
27. Марковић Радован
28. Никитовић Јован
29. Никитовић Љубомир
30. Филиповић Грујица
31. Филиповић Војимир
32. Филиповић Вилиман
33. Филиповић Тихомир
34. Филиповић Милутин
35. Филиповић Филип
36. Филиповић Милорад
37. Филиповић Василије
38. Филиповић Александар
39. Филиповић Сибин
40. Филиповић Остоја
41. Филиповић Алексије
42. Филиповић Драгутин
43. Филиповић Тривун
44. Филиповић Вукашин
45. Филиповић Митар
46. Филиповић Вујица
47. Филиповић Живота
48. Филиповић Г. Слободан
49. Цицовић Недељко
50. Цицовић Десимир
51. Цицовић Радомир
52. Цицовић Радојица
53. Цицовић Станоје
54. Цицовић Рађен
55. Цицовић Миломир
56. Цицовић Сретен
57. Цицовић Милоје
58. Цицовић Божо
59. Цицовић Војин
60. Цицовић Ратко[1]